# Stairway to Light
Stairway to Light é um filme de drama em curta-metragem estadunidense de 1945 dirigido e escrito por Sammy Lee, John Nesbitt e Rosemary Foster. Venceu o Oscar de melhor curta-metragem em live-action: 1 bobina na edição de 1946.

## Elenco
- John Nesbitt - Narrador
- Wolfgang Zilzer - Dr. Philippe Pinel
- Harry Cording - Montador
- Lotte Palfi Andor
- Dewey Robinson - Head Keeper
- Gene Roth - Hector Chevigny
- Harry Wilson